# 視線

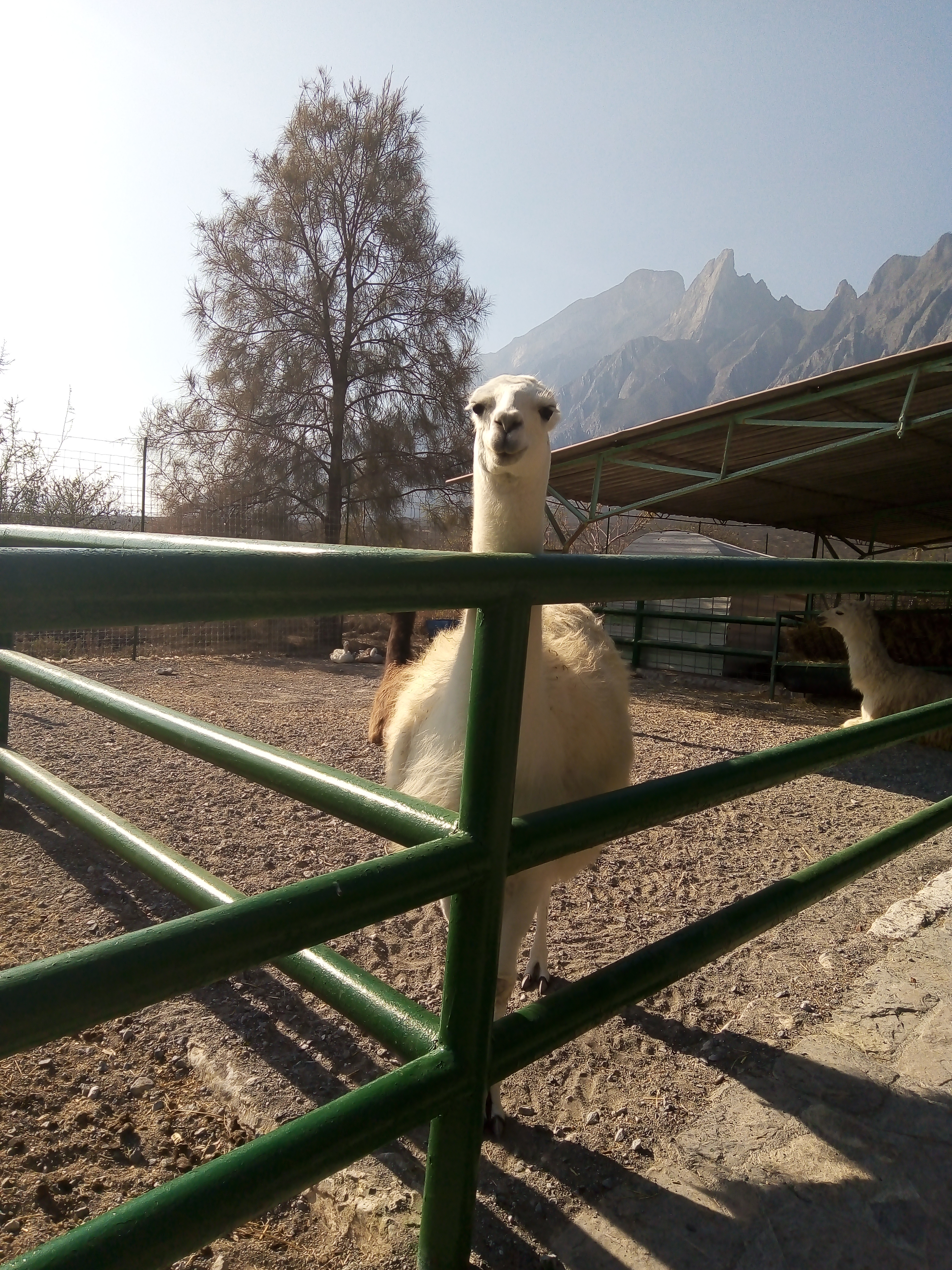
こちらに視線を向けて凝視しているリャマ

視線（しせん）は、目の向いている方向のこと。

## 概要
ヒトなどの動物は、社会的認知能力として、自分への視線、もしくは自分以外への視線を感知する能力が発達の初期段階からみられる。群衆の中で目を逸らす視線より見つめてくる視線を認識しやすい現象を群衆の中の視線現象という。
ヒトの眼は他の動物とは違い白目（強膜）が発達している。この理由として、協力的な眼の仮説が上げられており、視線の方向や瞳孔の大きさを読み取りやすくすることで自然と協力関係が築きやすくなるからだという仮説である。

## 関連用語
にらみあい
サルなどの霊長類では、お互いの視線がぶつかり合うと、威嚇と判断して喧嘩となる。目を合わせると喧嘩になる種では口に視線が集中し、喧嘩を行わないボノボやヒトでは目を見る傾向がみられる。ただし、人間においては「ガンを付ける」という言葉があるように、威嚇のための凝視が行われる場合もある。
アイコンタクト
人同士、もしくは人に近い犬などの動物では愛情ホルモンとも呼ばれるオキシトシンの増加で視線を向ける回数が上昇し、目で何かしらの行動を訴えかけたり、互いの行動と存在を認識しあう。
視線のカスケード現象、選好注視法
好むものに、視線が誘導される現象を視線のカスケード現象という。そういった現象を利用して言語が使えない新生児・乳児・動物などの好物を調べる方法として選好注視法が用いられる。
馴化・脱馴化法
同じものを何度も見ると興味を失い見なくなる現象を馴化、見慣れた状態に変化を起こし再度注視するようになるのを脱馴化という。乳児や猫などの言葉がつかえない動物の実験に利用される。
期待違反法、期待背反法（Expectancy violations theory）
人を含めた多くの動物は、予想と異なる結果が起きると注視する傾向があり、乳児や猫などの動物の認知能力を調べるのに利用される。
視線を向ける、視線が合う、視線をそらす
視線を向けるのは、好意か、騙したり捕食しようとする害意からか、警戒しているかを含めて、相手に興味があるためである。視線を逸らすのは、興味を失ったとか嘘をつこうというのではなく純粋に思考したいときや相手に警戒をしていない場合に見られる行動である。